# Biała Góra (Roztocze)
Biała Góra lub Biały Słup – wzniesienie na Roztoczu Środkowym po południowej stronie zabudowanego obszaru miasta Zwierzyniec w województwie lubelskim, w powiecie zamojskim i po wschodniej stronie strugi Świerszcz. Ma wysokość 288 m n.p.m.
Biała Góra jest w dużym stopniu bezleśna. Są na niej duże łąki, na których znajduje się zachowawcza hodowla konika polskiego, a na szczycie jest wieża widokowa na Białej Górze. Znajduje się poza granicami Roztoczańskiego Parku Narodowego.